# 洲本市立淡路文化史料館

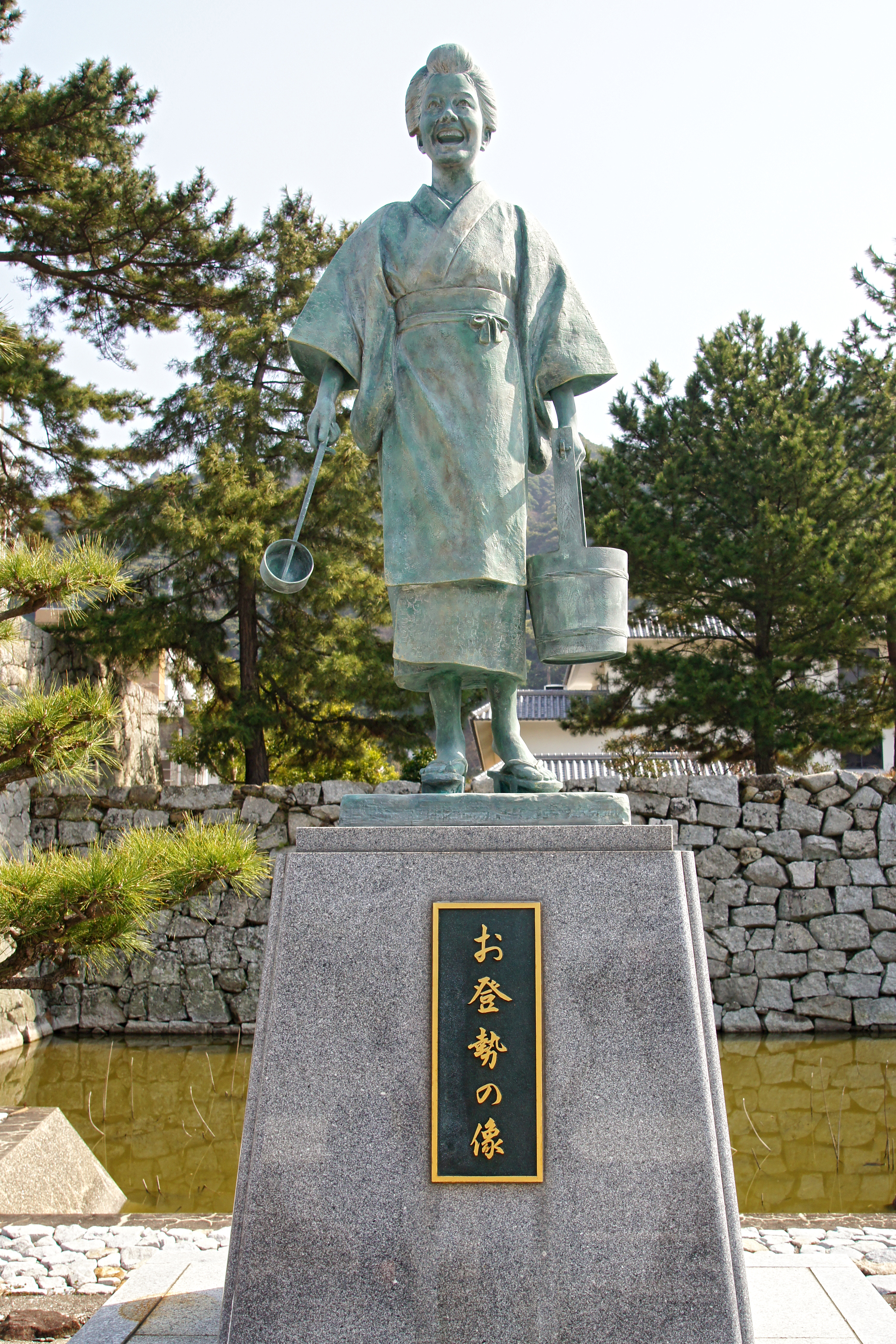
門前のお登勢像

洲本市立淡路文化史料館（すもとしりつあわじぶんかしりょうかん）は兵庫県洲本市の洲本城平城跡にある博物館。

## 概要
1982年（昭和57年）に開館した。「国生みの島」淡路島の上古から近現代までの歴史および淡路人形浄瑠璃や珉平焼など淡路島の芸術文化を展示テーマとしている。直原玉青記念美術館を併設する。

### 建築概要
- 竣工 - 1982年
- 構造・規模 - 鉄筋コンクリート造、一部鉄骨・平屋建
- 階数 - 地上3階
- 敷地面積 - 3998.90平方メートル
- 延床面積 - 2444.25平方メートル

## 施設
- 大展示室「民俗芸能とまつり」  
  - 淡路人形浄瑠璃（国の重要無形民俗文化財）資料 - 淡路人形浄瑠璃復元舞台、人形の頭、見台・三味線等
  - 船だんじり（江戸後期の実物）
  - 淡路島ガイドコーナー - 淡路島の自然などを紹介
- 歴史展示室「原始時代から近代まで」
  - 国生み神話関連
  - 三角縁神獣鏡 - 洲本市下加茂コヤダニ古墳出土
  - 袈裟襷文銅鐸（国の重要文化財） - 慶野組所有。兵庫県南あわじ市松帆慶野出土[2]
  - 鉄造宝塔残欠（兵庫県指定文化財） - 千光寺所有。鎌倉時代文保2年（1318年）の銘あり。鋳鉄製宝塔としては国内最古級[3]
  - 羽柴秀吉および石田三成ら戦国武将の書状、徳島藩主と洲本城代ゆかりの資料、洲本城下町の資料など。
- 美術展示室「美術・工芸・文学」
  - 珉平焼、岩野泡鳴に関する資料
- 民俗展示室「民俗・農具・漁具」  
  - 高田屋嘉兵衛に関する資料
- 直原玉青記念美術館 - 直原玉青の個人美術館。明兆や高浜虚子の作品も所蔵する。
- 研修室 - 100名収容、ギャラリー、講演会などの開催
- 屋外展示 - 庭園に岩野泡鳴の詩碑、奥田雀草、高田蝶衣、直原玉青らの句碑

## 利用情報
- 開館時間 - 9時～17時（入館は16時30分まで）
- 休館日 - 月曜日・祝日の翌日・年末年始（12月28日～1月4日）
- ひょうごっ子ココロンカードの利用対象施設となっている。

## 交通アクセス
- 神戸・三宮バスターミナルから高速バスで約80分の洲本バスセンター下車、徒歩約10分または淡路交通由良線で「公園前」下車。
- 徳島・徳島駅から高速バスで約75分の洲本バスセンター下車、徒歩約10分または淡路交通由良線で「公園前」下車。
- 洲本港 徒歩約10分

## 周辺
- 洲本区検察庁、洲本簡易裁判所 - 隣接
- 大浜海岸 - 隣接
- 洲本城跡（戦国時代の山城、国の史跡） - 登山道入口まで徒歩2分、天守台まで徒歩20分
- 洲本温泉